# Лука Ростовски
Лука Ростовски († 1189) - епископ Ростовски. Канонизован од Руске цркве за светитеља.
Православна црква га помиње 8 (21) октобра и 23 маја (5 јуна) у Сабору ростовско-јарославских светаца.
Родом из јужне Русије. Примио је монаштво у једном од кијевских манастира, одакле је, непознато када, изабран за игумана Кијевског Спаског манастира, на Берестову. 1185. године, 11. марта, посвећен је за епископа Ростовског. Под њим је отпочело зидно осликавање каменог Ростов-Успенског сабора.
Око 1188. године премештен у Владимир, остајући епископ Ростовски. Године 1187. убедио је великог кнеза Всеволода Јурјевича да се измири са рјазанским кнезом. Исте године осликао је Владимирски Успенски сабор и освештао га 1189. године. Овај храм је изгорео 1185. године, а обновио га је велики кнез Всеволод Јурјевич.
Епископ Лука је 10. новембра 1189. умро и велики кнез Всеволод Јурјевич, „сакривши тело његово од игумана и од манастира, од певнице, од свештеника, и положио га са св. Богородице у граду Володимирију 11. новембра, у спомен Св. Лита, Виктор и Викентиј“. Приликом рестаурације Саборног храма (1888-1889) отворен је гроб епископа Луке, у давна времена чврсто запечаћен великим старинским циглама; плоча којом је била покривена, сазидана на две косине од пуног белог камена, показало се потпуно очувано.
Летописац о Светом Луки говори на следећи начин: „Овај свети човек беше свет, милостив према сиротињи и удовицама, благ према свима богатима и сиромашним, смеран и кротак у говору и делу, тешећи тужне, заиста пастир добри. Указом цара Ивана Грозног 1552. године наређено је у Владимирском Успенском сабору „да поју пет епископа Владимира годишње... помен епископу Луки 8. октобра“.